# Russula heterophylla

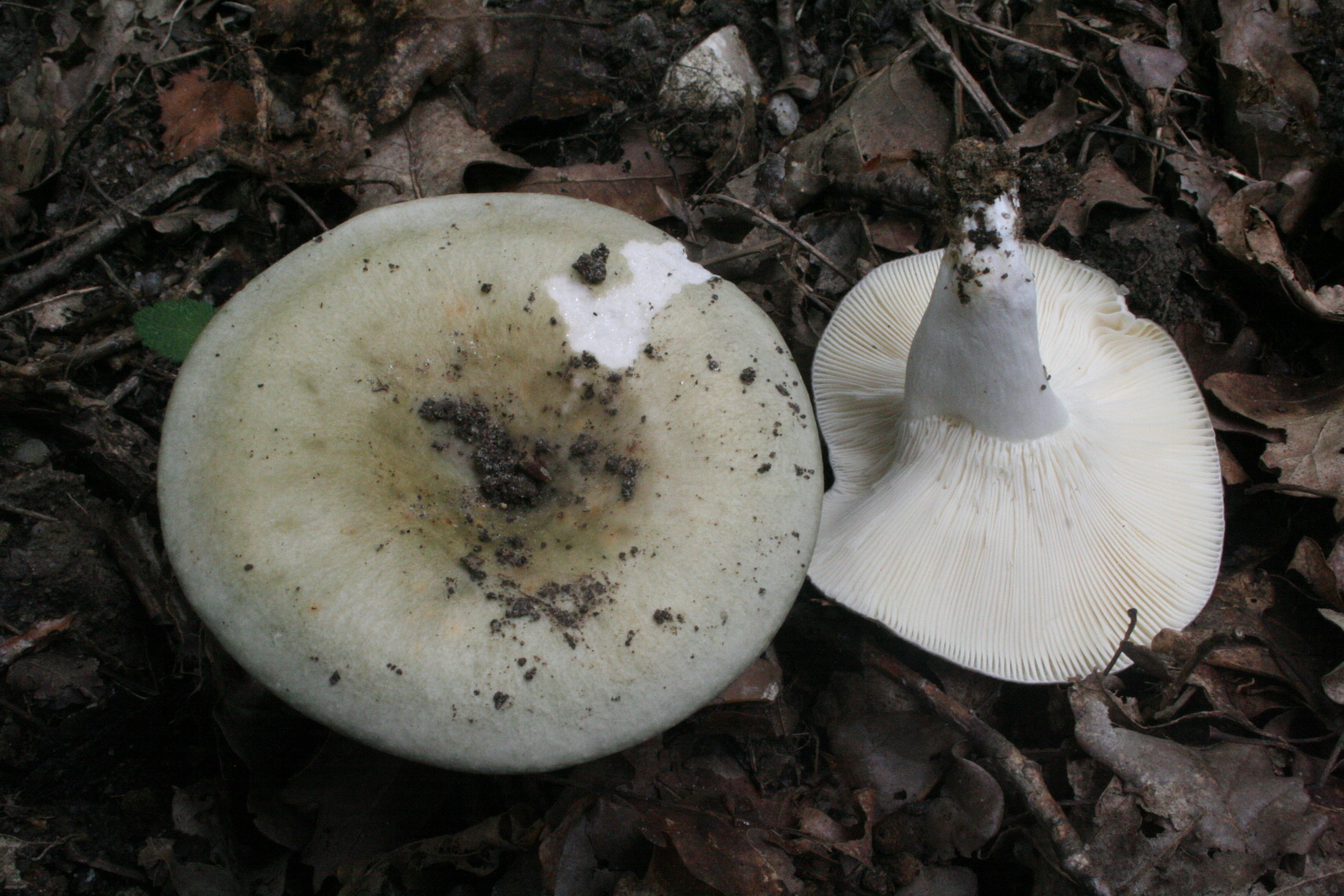
Exemplars caçats a Rambouillet (França)

La llora verda (Russula heterophylla) és una espècie de fong de l'ordre dels russulals (Russulales), família Russulaceae. És comestible i una de les Russula més cercades i apreciades.

## Descripció
- Barret compacte, lleugerament deprimit al centre quan és adult.
- Marge mai pentinat.
- Superfície rugosa, seca, de color oliva i amb taques brunes amb l'edat.
- Cutícula separable fins a gairebé la meitat del barret.
- Làmines juntes, molt forcades quan s'uneixen a la cama, blanquinoses, gairebé groguenques en l'adult. Amb l'edat el marge es taca de bru pàl·lid.
- Cama robusta, massissa, blanca, es taca de bru al frec.
- Carn blanca, embruneix a l'aire i es taca de bru en fer-se vella. És força dura en l'exemplar jove, de gust dolç, sense olor en el bolet fresc.
- L'esporada és de color blanc.
- La seua olor és suau i el seu gust és primer dolç i semblant al de les avellanes i, més tard, una mica coent.
- Reacció de la carn al sulfat de ferro: canvia a taronja viu. Reacció de les làmines amb anilina: canvia a groc.[4][5][6][7]

## Hàbitat
Viu en ambients càlids des de la primavera fins a la tardor, a prop de planifolis i a la terra baixa entre 0-1.084 m d'altitud.

## Distribució geogràfica
Es troba a Europa (incloent-hi les illes Britàniques i Escandinàvia).

## Ús gastronòmic
És comestible i una de les Russula més cercades i apreciades. Es pot cuinar de múltiples formes, però generalment s'empra en guisats de carn o fregida. És adequada per a conservar en salaó.